# Smokepurpp
Омар Джеффри Пинейро (англ. Omar Jeffery Pineiro; род. 15 мая 1997, Чикаго, Иллинойс, США), более известный под псевдонимом Smokepurpp (рус. Смоукпёрп) — американский рэпер из Майами, штат Флорида. 
Пинейро выпустил свой дебютный микстейп Deadstar 28 сентября 2017, который занял 42-ое место в американском чарте Billboard 200.
Впервые он стал известен на рэп-сцене SoundCloud благодаря своему синглу "Audi" 17 мая 2017 года, который получил платиновую сертификацию Американской ассоциации звукозаписывающих компании (RIAA).

## Детство
Омар Джеффри Пинейро родился 15 мая 1997 года в Чикаго, штат Иллинойс. В возрасте трёх лет переехал вместе с семьёй в Майами, штат Флорида. Пинейро говорил, что в средней школе он был спокойным человеком, которого, впрочем, окружали разные люди.
Пинейро начал свою музыкальную карьеру с продюсирования треков, чем он занимался из-за скуки. При этом Пинейро оказал большое влияние на то, чтобы его друг Газзи Гарсия, более известный как Lil Pump, также начал заниматься музыкальным творчеством. Smokepurpp начал выпускать свои рэп-песни из-за того, что никто не приобретал спродюсированные им инструменталы. После того, как несколько треков стали популярными на музыкальной платформе SoundCloud, Пинейро бросил среднюю школу. Это произошло тогда, когда рэпер учился в выпускном классе.
Личностями, оказавшими на него большое музыкальное влияние, являются Канье Уэст, Taking Back Sunday, Every Avenue, Янг Таг и Lucki.

## Карьера
В марте 2017 Омар подписал контракт с лейблами Interscope Records и Alamo Records. После этого он объявил о своём дебютном альбоме 9 марта 2017 в Твиттере. Несколько дней спустя, 14 марта 2017, он объявил, что его дебютный микстейп будет называться Deadstar. Smokepurpp выпустил сингл «Audi» в мае 2017 года. Сингл вскоре стал его самой популярной песней, с более чем 25 000 000 прослушиваний на SoundCloud и 33 000 000 на Spotify по состоянию на октябрь 2017 года. В сентябре 2017 года Пинейро объявил, что релиз его микстейпа состоится 22 сентября, выпустив сингл «Bless Yo Trap». Позже объявил о том, что релиз Deadstar отложен.
28 сентября 2017, Пинейро выпустил свой дебютный микстейп Deadstar, в записи которого приняли участие Chief Keef, Juicy J,  Трэвис Скотт и Lil Pump. Альбом дебютировал и занял 42-ое место в американском чарте Billboard 200.
18 апреля 2018 выпустил микстейп «Bless Yo Trap» совместно с Murda Beatz. В нём присутствуют гостевые участия от таких исполнителей как Offset, Lil Yachty и ASAP Ferg.
19 апреля 2019 года Smokepurpp выпустил второй мини-альбом Lost Planet. В нём присутствуют гостевые участники, среди них: NLE Choppa, Lil Pump и Gunna. 10 мая 2019 года он был переиздан с тремя дополнительными песнями.
13 декабря 2019 года Омар выпустил дебютный студийный альбом Deadstar 2. Альбом включает в себя гостевые участия от исполнителей, такие как: Lil Pump, Дензела Карри, Ty Dolla Sign, Lil Skies, Moneybagg Yo и Trippie Redd.
13 июня 2020 года Smokepurpp анонсировал альбом Florida Jit, а 19 июня 2020 года состоялся его релиз. За первую неделю было продано менее 5000 копий.

## Личная жизнь
На данный момент Smokepurpp встречается с американской певицей и актрисой Ноа Сайрус.

## Дискография
Студийные альбомы
- Deadstar 2 (2019)
- Florida Jit (2020)